# Ayvacık (district, Samsun)
Ayvacık is een Turks district in de provincie Samsun en telt 26.465 inwoners (2007). Het district heeft een oppervlakte van 399,2 km². Hoofdplaats is Ayvacık.
De bevolkingsontwikkeling van het district is weergegeven in onderstaande tabel.
| 1997   | 2000   | 2007   |
| ------ | ------ | ------ |
| 25.166 | 24.275 | 26.465 |